# José Hamilton de Castro

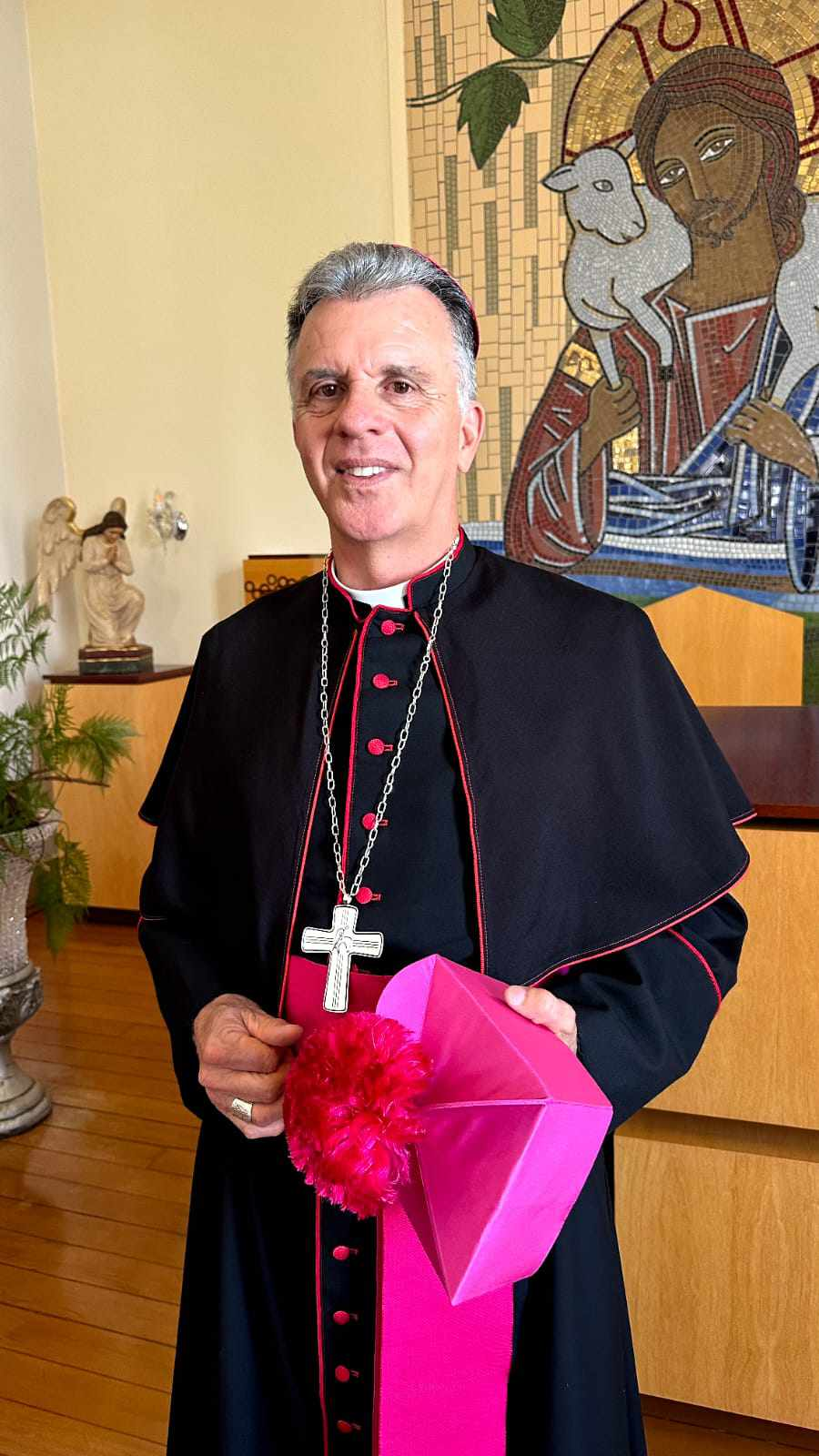
José Hamilton de Castro (2023)

José Hamilton de Castro (* 20. April 1961 in Monte Santo de Minas, Minas Gerais) ist ein brasilianischer römisch-katholischer Geistlicher und Bischof von Almenara.

Wappen von José Hamilton Castro.

## Leben
José Hamilton de Castro besuchte von 1974 bis 1980 das Colégio Estadual „Abel dos Reis“ in Cássia dos Coqueiros. Anschließend studierte er als Alumnus des Priesterseminars Maria Imaculada in Brodowski von 1990 bis 1992 Philosophie am Centro Universitário Claretiano in Batatais und von 1993 bis 1996 Katholische Theologie am Centro de Estudos da Arquidiocese de Ribeirão Preto (CEARP). Er wurde am 13. September 1996 in der Pfarrkirche Imaculada Conceição in Divisa Nova zum Diakon geweiht und empfing am 4. Mai 1997 in Monte Santo de Minas das Sakrament der Priesterweihe für das Bistum Guaxupé.
Zunächst war José Hamilton de Castro als Subregens des Priesterseminars São José in Guaxupé (1997) und als Rektor des Priesterfortbildungshauses Santo Antônio in Pouso Alegre (1998) tätig. Nachdem er von 1999 bis 2000 als Regens des Priesterseminars São José in Guaxupé und als Pfarrvikar an der Kathedrale Nossa Senhora das Dores gewirkt hatte, wurde er 2001 Pfarrer der Pfarrei São José in Machado. Von 2007 bis 2013 war er Pfarrer der Pfarrei São Sebastião in São Sebastião do Paraíso. Anschließend leitete José Hamilton de Castro erneut das Priesterseminar São José in Guaxupé, bevor er 2016 Vizerektor des Priesterfortbildungshauses Santo Antônio in Pouso Alegre wurde. Von 2019 bis 2021 war er abermals als Pfarrer der Pfarrei São José in Machado tätig. Ab 2021 war José Hamilton de Castro Regens des theologischen Priesterseminars des Bistums Guaxupé und Pfarrvikar der Pfarrei São Sebastião in Alfenas. Daneben leitete er 2022 nochmals kurzzeitig das Priesterfortbildungshaus Santo Antônio. Außerdem gehörte er dem Priesterrat und dem Konsultorenkollegium des Bistums Guaxupé an.
Am 12. April 2023 ernannte ihn Papst Franziskus zum Bischof von Almenara. Der Erzbischof von Pouso Alegre, José Luiz Majella Delgado CSsR, spendete ihm am 8. Juli desselben Jahres in der Kathedrale Nossa Senhora das Dores in Guaxupé die Bischofsweihe; Mitkonsekratoren waren der Bischof von Guaxupé, José de Lanza Neto, und der Bischof von Teófilo Otoni, Messias dos Reis Silveira. Sein Wahlspruch Servir com alegria („Dient mit Freude“) stammt aus Ps 100,2 . Die Amtseinführung erfolgte am 16. Juli 2023.